# Kuhar (priimek)
Kuhar je 39. najbolj pogost priimek v Sloveniji, ki ga je po podatkih  Statističnega urada Republike Slovenije na dan 31. decembra 2007 uporabljalo 1.930 oseb, na dan 1. januarja 2010 pa 1.913 oseb.

## Znani nosilci priimka
- Aleksander Kuhar, zdravnik kirurg, direktor Ptujske bolnišnice (1924-62)
- Aleš Kuhar (*1969), agrarni ekonomist
- Alojzij Kuhar (1895—1958), duhovnik, urednik in politik (diplomat)
- Andrej Kuhar (*1948), kuhar (kulinarik), pisec kuharskih knjig
- Avgust Kuhar (1906—1964), varnostni inženir, novinar, urednik
- Anica Kuhar (1922—2018), prvoborka, politična delavka
- Boris Kuhar (1929—2018), etnolog, muzealec, kulinarik
- Brigita Kuhar, političarka, županja Maribora
- Goran Kuhar, župnik v Murski Soboti in direktor Miklavževega zavoda
- Helena Kuhar - Jelka (1906—1985), koroška partizanka, zamejska narodna delavka v Avstriji
- Janos Kuhar (1901—1987), porabski duhovnik in narodni delavec na Madžarskem
- Janez Kuhar (1911—1997), skladatelj in zborovodja
- Lea Kuhar (*1990), filozofinja, sociologinja kulture, raziskovalka
- Lovro Kuhar - Prežihov Voranc (1893—1950), pisatelj in politični aktivist
- Maša Kuhar (*1998), flavtistka
- Metka Kuhar (*1978), komunikologinja, sociologinja (psihologinja komuniciranja)
- Miha Kuhar (*1960), častnik SV, vojaški alpinist
- Miran Kuhar (*1961), geodet
- Nejc Kuhar (*1985), gorski tekač in turni smučar
- Nejc Kuhar (*1987), kitarist, skladatelj
- Peter Kuhar (*1944), novinar, urednik, prevajalec
- Peter Kuhar (*1974), violinist
- Rok Kuhar (*1966), arhitekt, industrijski oblikovalec
- Roman Kuhar (*1973), novinar, sociolog in LGBT aktivist, univ. profesor; dekan FF UL 2017-21
- Špela Kuhar, arhitektka, publicistka
- Štefan Kuhar (1919—1994), novinar
- Štefan Kuhar - Bojan (1921—1941), organizator NOB v Prekmurju
- Urška Kuhar (*1978), veterinarka virologinja